# Laércio Anacleto
Laércio Anacleto detto Lelo (...) è un ex giocatore di football americano brasiliano, che ha giocato come linebacker.